# Făurești
Făurești là một xã thuộc hạt Vâlcea, România. Dân số thời điểm năm 2002 là 3688 người.